# Benchō
Benchō (弁長) (20 juin 1162 - 16 mars 1238) est considéré comme le second patriarche de la principale branche Chinzei de la secte Jōdo-shū du bouddhisme japonais après Hōnen. 
Il est souvent appelé d'un autre nom : Shōkōbō Benchō (聖光房弁長) ou juste Shōkō. 

## Biographie
Selon des biographies, Benchō est ordonné prêtre de la secte Tendai à l'âge de quatorze ans et intègre le Enryaku-ji en 1183. Il rencontre Hōnen pour la première fois en 1197. Plus tard, après que Hōnen et nombre de ses disciples ont été exilés en 1207, Shōkō est lui-même exilé dans l'île de Kyūshū et y enseigne la pratique du nembutsu.
Contrairement à d'autres disciples de Hōnen, Shōkō favorise l'étude des voies bouddhistes plus traditionnelles avec le chemin de la Terre Pure. Il critique également les interprétations d'autres disciples de Hōnen, en particulier Kōsai et Shōkū, qui préfèrent le nembutsu aux autres pratiques. Cependant, contrairement à Chōsai, son enseignement souligne encore la récitation répétée du nembutsu comme pratique principale du Jōdo-shu. Parmi les disciples de Hōnen, Benchō équilibre la foi dans le nembutsu avec l'acceptation des autres pratiques menant à la renaissance dans la Terre pure d'Amida Bouddha.
Après la mort de Hōnen, Benchō tente de contrer les divergences dans l'enseignement de Hōnen parmi d'autres disciples en écrivant un traité intitulé Matsudai Nenbutsu Jushuin (末代念仏授手印) (« Manuel pour la transmission du nembutsu aux générations futures »), qui contient un exposé complet des enseignements que Bencho a entendus directement de Hōnen. Il écrit également « Le Chemin de la pratique pour la naissance par le nembutsu » (nembutsu ojo shugyomon) pour contrer les enseignements d'autres disciples de Hōnen, notamment Kōsai et le mouvement du « seul nembutsu ».
Benchō meurt en 1238 et le troisième patriarche, Ryōchū (良忠, 1199–1287), lui succède qui établit formellement la branche Chinzei.

## Citation
« Les gens soutiennent que le meilleur endroit pour une vie de retraite est le temple Kokawa au mont Koya. Mais pour moi, il n'y a rien de tel que le lit dont je me lève tous les matins. »

## Source de la traduction
- (en) Cet article est partiellement ou en totalité issu de l’article de Wikipédia en anglais intitulé « Benchō » (voir la liste des auteurs).
- Notices d'autorité :   - VIAF
  - ISNI
  - LCCN
  - Japon
  - WorldCat